# Stygamoebidae
Famille
Les Stygamoebidae sont une famille d'amibes de l’ordre des Glycostylida (classe des Discosea).

## Étymologie
Le nom de la famille vient du genre type Stygamoeba, dérivé du grec στυγνός / stygnós, « triste, sombre », et ἀμοιβή / amoeba, « échange », par allusion aux amibes, littéralement « amibe sombre », peut-être en référence à son habitat, dans les sédiments.

## Description
Le genre Stygamoeba a une forme locomotrice mince et allongée ressemblant à des cure-dents ou à des échardes mais capable d'acquérir temporairement une morphologie fourchue ou ramifiée. Le hyaloplasme antérieur peut former des extensions hyalines latérales très étroites chez certaines amibes en mouvement. Sa locomotion se fait par flux cytoplasmique régulier bien que le ruissellement cytoplasmique soit difficile à observer. En mouvement non dirigé, ou à l'arrêt, les amibes peuvent adopter un aspect large en forme de feuille, qui peut être ramifié. 
Sa forme flottante est munie de pseudopodes rayonnants chez les espèces connues. Au niveau ultra-structural, dans le cas de l'espèce Stygamoeba regulata Smirnov 1996, le cytoplasme contient des dictyosomes et des mitochondries à crêtes aplaties. L'enveloppe cellulaire est constituée d'un glycocalyx fin et indifférencié. Les cellules de ce genre sont uninucléées. Stygamoeba n'a pas de stade flagellé dans son cycle biologique.
La forme locomotrice de l'espèce Stygamoeba regulata a une longueur moyenne de 27 µm et une largeur moyenne de 5 µm. La furcation (déformation en forme de fourche) de l'extrémité antérieure est fréquente lorsque les cellules en mouvement actif changent de direction de locomotion. Ces amibes ne sont jamais considérablement ramifiées. Sa forme flottante possède 3 à 6 pseudopodes minces et hyalins aux extrémités arrondies. Son noyau est de type vésiculaire, sphérique ou allongé, d'environ 2,5 µm de diamètre, sans lame nucléaire. Le nucléole est central et fait environ 1,5 µm de diamètre. Le glycocalyx a une épaisseur d'environ 13 nm. Ses kystes sont sphériques, avec une paroi unique d'environ 100 nm d'épaisseur.

## Habitat et répartion
Le genre Stygamoeba vit dans la couche supérieure des sédiments marins dont la salinité varie entre 15 ‰ et 35 ‰. Elle a été observée dans la baie de Niva (Danemark) et dans le détroit de Leningrad / Saint-Pétersbourg (Russie).

## Liste des genres
Selon IRMNG (25 décembre 2024) :
- Stygamoeba Sawyer, 1975
  - Espèce type : Stygamoeba polymorpha Sawyer, 1975[1]

Selon The Taxonomicon (25 décembre 2024) :
- Stygamoeba Sawyer, 1975
- Vermistella Moran, Anderson, Dennett, Caron & Gast, 2007

## Systématique
Le nom valide de ce taxon est Stygamoebidae Smirnov & Cavalier-Smith, 2011.
GBIF place le genre Vermistella dans la famille des Vermistellidae.